# Marci (månkrater)
För andra betydelser, se Marci.
Marci är en nedslagskrater på månens baksida. Marci har fått sitt namn efter vetenskapsmannen Jan Marek Marci.

## Satellitkratrar
| Marci | Latitud | Longitud | Diameter |
| ----- | ------- | -------- | -------- |
| B     | 25.2° N | 166.3° V | 28 km    |
| C     | 24.3° N | 165.4° V | 26 km    |